# Covert Affairs
Covert Affairs (prt: Agente Dupla; bra: Assuntos Confidenciais) é uma série de espionagem do canal norte-americano USA Network, que estreou no dia 13 de julho de 2010. O enredo, que gira em torno de uma rede de agentes que trabalham para a CIA, é assinado pelos mesmos criadores da Trilogia Bourne. A série é estrelada originalmente por Christopher Gorham e Piper Perabo, que pelo seu papel de Annie Walker, levou a série a uma indicação ao Globo de Ouro.
A primeira temporada de Covert Affairs foi para o ar em 13 de Julho de 2010, logo depois da exibição da série White Collar. Em 2014, foi renovada para a quinta temporada. No Brasil, é exibida pelo canal pago AXN e desde 2012 na TV aberta através da Rede Record.
Em 6 de janeiro de 2015, o canal USA Network anunciou que a série não seria renovada para uma sexta temporada, citando baixa audiência e orçamento alto de cada de episódio, como motivos para o cancelamento do programa.

## Sinopse
Annie Walker (Piper Perabo), uma jovem agente em treinamento da CIA que é colocada em um círculo de confiança da agência quando ela inesperadamente acaba sendo promovida para operações em campo. Enquanto tudo aparenta que ela foi puxada da obscuridade para suas excepcionais habilidades linguísticas, pode haver alguma coisa ou alguém de seu passado que seus chefes da CIA estão realmente atrás.

## Elenco e personagens

### Elenco principal
- Piper Perabo como Anne Catherine ("Annie") Walker: Uma jovem estagiária da CIA que de repente é promovida ao campo operatório, a fim de ajudar a capturar seu ex-namorado, sendo que a causa da sua promoção lhe é desconhecida.  Ela fala sete línguas, incluindo Inglês, Russo,[4] Espanhol,[5] Turco, Hebreu, Alemão[6] e Português.
- Christopher Gorham como August ("Auggie") Anderson: Um agente de operações espiciais que ficou cego durante uma missão no Iraque. É ele que orienta Annie nas suas novas funções. Ele tem quatro irmãos mais velhos.[6]
- Kari Matchett como Joan Campbell: Uma alta funcionária da CIA que dirige a Domestic Protection Division (DPD) (pt: Divisão de Defesa Nacional); é a supervisora de Anne e mulher de Arthur Campbell ( Diretor da CIA).
- Anne Dudek como Danielle Brooks: Irmã mais velha de Annie, é casada e tem duas filhas, e é na sua casa de hóspedes que Annie vive. Ela desconhece a verdadeira profissão d Annie, conhecendo apenas o disfarce da irmã — o de que ela é curadora no Instituto Smithsoniano.[4]
- Sendhil Ramamurthy como Jai Wilcox: Agente da CIA que substitui Sheehan. A sua família tem uma longa tradição com trabalho na CIA. Dentro da agência está constantemente a sobra do pai, antigo diretor da CIA.
- Peter Gallagher como Arthur Campbell: o director do National Clandestine Service (pt: Serviços Clandestinos) da CIA e também marido de Joan Campbell.
- Nicholas Bishop como Ryan McQuaid: Bilionário e oficial de forças especiais com quem Annie tem uma relação complexa. É dono de uma grande empresa de segurança privada. Está no elenco da quinta temporada.
- Amy Jo Johnson como Hayley Price: Agente da divisão contra o terrorismo que tem uma ampla experiência em campo. Está na quinta temporada.[7]

### Elenco secundário
- Eion Bailey como Ben Mercer: ex-namorado de Annie, que é procurado pela CIA.
- Rena Sofer como Gina: é  a ex-mulher de Arthur Campbell.
- Rebecca Mader como Franka: mulher que se relaciona como Auggie.
- Eric Lively como Conrad Sheehan III: um alto funcionário da CIA. Ele é descrito como um "mulherengo que goza de um relacionamento picante com Annie".
- Oded Fehr como Eyal Lavin: trabalha com Annie em suas missões e também se torna seu confidente.
- Perrey Reeves como Caitlyn Cook: é a assistente pessoal de Ryan McQuaid.

## Desenvolvimento e casting
Covert Affairs apareceu pela primeira vez em Julho de 2008 nas propostas em desenvlvimento da USA Network. O episódio piloto foi escrito por Matt Corman and Chris Ord. O casting decorreu em Junho de 2009, com a expectativa de que um casting bem sucedido levaria a um compromisso de produção. Emily Blunt foi a primeira atriz escolhida, no início de Julho de 2009 como a agente da CIA Annie Walker. A contratação de Christopher Gorham veio no final de Julho, rapidamente seguida pelo anúncio de que o piloto tinha sido aceite pela USA Network.
No início de Agosto de 2009, Tim Matheson assinou para dirigir um piloto de 90 minutos. Anúncios posteriores de contratações incluíram o de Anne Dudek em meados de Agosto, seguido pelos de Kari Matchett and e Peter Gallagher no princípio de Setembro. Eric Lively was cast as a fellow CIA officer as a peer of Perabo's character, and Eion Bailey was cast in a recurring role as Perabo's ex-boyfriend. O piloto começou a ser filmado em Toronto, em Setembro de 2009.
O elenco dos espisódios tem incluído tanto cara menos familiares com personagens mais importantes, assim como velhos conhecidos de Hollywood como o acto israelita Oded Fehr—, que apareceu como convidado (que pode ser semi-recurrente) no papel de um agente da Mossad num tiroteio cheio de acção.
Em Janeiro de 2010, the Covert Affairs o piloto de Covert Affairs recebeu luz, com um pedido adicional de 11 episódios. O elenco era esperado para retornar à série, com excepção de Eric Lively, cujo personagem seria retirado. Vários membros foram acrescentados ao elenco na Primavera de 2010, incluindo Sendhil Ramamurthy como mais outro agente da CIA (cujo personagem veio substituir o de Lively) e Emmanuelle Vaugier como jornalista.
A série é produzida por Doug Liman e David Bartis e co-produzida pelo director-productor-argumentista Jonathan Glassner. A série apresenta extensas cenas filmadas em sítio ao vivo tal como a acção do episódio piloto, filmada em Toronto e mascarada de Washington, D.C.